# 13688 Oklahoma
13688 Oklahoma este un asteroid din centura principală de asteroizi.

## Descriere
13688 Oklahoma este un asteroid din centura principală de asteroizi. A fost descoperit pe 9 septembrie 1997 la observatorul Zeno din Edmond (Oklahoma) de Tom Stafford (astronom). Asteroidul prezintă o orbită caracterizată de o semiaxă mare de 3,15 ua, o excentricitate de 0,15 și o înclinație de 5,7° în raport cu ecliptica.